# Kim Yong-su
Kim Yong-su (21 dicembre 1979) è un ex calciatore nordcoreano, di ruolo centrocampista.